# Deichkind/Diskografie
Diese Diskografie ist eine Übersicht über die musikalischen Werke der deutschen Hip-Hop- und Electropunk-Band Deichkind. Den Schallplattenauszeichnungen zufolge hat sie bisher mehr als 1,4 Millionen Tonträger verkauft. Ihre erfolgreichste Veröffentlichung ist das fünfte Studioalbum Befehl von ganz unten mit über 310.000 verkauften Einheiten.

## Alben

### Studioalben
| Jahr | Titel Musiklabel                                  | Höchstplatzierung, Gesamtwochen, AuszeichnungChartplatzierungen (Jahr, Titel, Musiklabel, Platzierungen, Wochen, Auszeichnungen, Anmerkungen) | Höchstplatzierung, Gesamtwochen, AuszeichnungChartplatzierungen (Jahr, Titel, Musiklabel, Platzierungen, Wochen, Auszeichnungen, Anmerkungen) | Höchstplatzierung, Gesamtwochen, AuszeichnungChartplatzierungen (Jahr, Titel, Musiklabel, Platzierungen, Wochen, Auszeichnungen, Anmerkungen) | Anmerkungen                                                |
| Jahr | Titel Musiklabel                                  | DE | AT | CH | Anmerkungen                                                |
| ---- | ------------------------------------------------- | --- | --- | --- | ---------------------------------------------------------- |
| 2000 | Bitte ziehen Sie durch Showdown Records (WMG)     | DE17 a (19 Wo.)DE | — | — | Erstveröffentlichung: 29. Mai 2000                         |
| 2002 | Noch fünf Minuten Mutti Showdown Records (WMG)    | DE17 (5 Wo.)DE | AT56 (3 Wo.)AT | — | Erstveröffentlichung: 30. September 2002                   |
| 2006 | Aufstand im Schlaraffenland Island Records (UMG)  | DE68 (1 Wo.)DE | — | — | Erstveröffentlichung: 18. Mai 2006                         |
| 2008 | Arbeit nervt Vertigo Records (UMG)                | DE13 Gold · (10 Wo.)DE | AT30 (9 Wo.)AT | CH80 (1 Wo.)CH | Erstveröffentlichung: 17. Oktober 2008 Verkäufe: + 100.000 |
| 2012 | Befehl von ganz unten Vertigo Records (UMG)       | DE2 ×3Dreifachgold · (34 Wo.)DE | AT5 Gold · (28 Wo.)AT | CH16 (11 Wo.)CH | Erstveröffentlichung: 10. Februar 2012 Verkäufe: + 310.000 |
| 2015 | Niveau weshalb warum Sultan Günther Musik (UMG)   | DE1 Platin · (40 Wo.)DE | AT2 (22 Wo.)AT | CH1 (13 Wo.)CH | Erstveröffentlichung: 30. Januar 2015 Verkäufe: + 200.000  |
| 2019 | Wer sagt denn das? Sultan Günther Musik (UMG)     | DE3 (23 Wo.)DE | AT4 (7 Wo.)AT | CH8 (4 Wo.)CH | Erstveröffentlichung: 27. September 2019                   |
| 2023 | Neues vom Dauerzustand Sultan Günther Musik (UMG) | DE2 (10 Wo.)DE | AT2 (4 Wo.)AT | CH4 (2 Wo.)CH | Erstveröffentlichung: 17. Februar 2023                     |

### EPs
| Jahr | Titel Musiklabel                                       | Anmerkungen                           |
| ---- | ------------------------------------------------------ | ------------------------------------- |
| 1998 | Bonaqua / Wer bremst das?! Showdown Records (WMG)      | Erstveröffentlichung: November 1998   |
| 1999 | Kabeljau Inferno Showdown Records (WMG)                | Erstveröffentlichung: 1999            |
| 2006 | Aufstand im Schlaraffenland – Live EP Eigenvertrieb    | Erstveröffentlichung: 18. August 2006 |
| 2015 | Live at Telekom Street Gigs Sultan Günther Musik (UMG) | Erstveröffentlichung: 10. April 2015  |

## Singles

### Als Leadmusiker
| Jahr | Titel Album                                                 | Höchstplatzierung, Gesamtwochen, AuszeichnungChartplatzierungen (Jahr, Titel, Album, Platzierungen, Wochen, Auszeichnungen, Anmerkungen) | Höchstplatzierung, Gesamtwochen, AuszeichnungChartplatzierungen (Jahr, Titel, Album, Platzierungen, Wochen, Auszeichnungen, Anmerkungen) | Höchstplatzierung, Gesamtwochen, AuszeichnungChartplatzierungen (Jahr, Titel, Album, Platzierungen, Wochen, Auszeichnungen, Anmerkungen) | Anmerkungen                                                 |
| Jahr | Titel Album                                                 | DE | AT | CH | Anmerkungen                                                 |
| ---- | ----------------------------------------------------------- | --- | --- | --- | ----------------------------------------------------------- |
| 2000 | Bon voyage Bitte ziehen Sie durch                           | DE11 (15 Wo.)DE | AT17 (11 Wo.)AT | CH34 (9 Wo.)CH | Erstveröffentlichung: 8. Mai 2000 feat. Nina                |
| 2000 | Komm schon! Bitte ziehen Sie durch                          | DE76 (5 Wo.)DE | — | — | Erstveröffentlichung: Juli 2000                             |
| 2000 | Weit weg! Bitte ziehen Sie durch                            | DE67 (5 Wo.)DE | — | — | Erstveröffentlichung: 11. Dezember 2000 feat. Bintia        |
| 2002 | Limit Noch fünf Minuten, Mutti!                             | DE21 (9 Wo.)DE | AT25 (10 Wo.)AT | CH95 (1 Wo.)CH | Erstveröffentlichung: 26. August 2002                       |
| 2005 | Electric<super>dance>band Aufstand im Schlaraffenland       | — | — | — | Erstveröffentlichung: 21. März 2005                         |
| 2006 | Remmidemmi (Yippie Yippie Yeah) Aufstand im Schlaraffenland | DE68 Gold · (26 Wo.)DE | — | — | Erstveröffentlichung: 5. Mai 2006 Verkäufe: + 150.000       |
| 2006 | Ich betäube mich Aufstand im Schlaraffenland                | — | — | — | Erstveröffentlichung: 20. Oktober 2006 feat. Sarah Walker   |
| 2008 | Arbeit nervt                                                | DE23 (9 Wo.)DE | AT29 (8 Wo.)AT | — | Erstveröffentlichung: 10. Oktober 2008                      |
| 2009 | Luftbahn Arbeit nervt                                       | DE36 Gold · (12 Wo.)DE | — | — | Erstveröffentlichung: 13. März 2009 Verkäufe: + 150.000     |
| 2012 | Bück dich hoch Befehl von ganz unten                        | DE11 Gold · (26 Wo.)DE | AT33 (18 Wo.)AT | — | Erstveröffentlichung: 27. Januar 2012 Verkäufe: + 150.000   |
| 2012 | Leider geil (leider geil) Befehl von ganz unten             | DE6 Gold · (26 Wo.)DE | AT6 Gold · (29 Wo.)AT | CH61 (3 Wo.)CH | Erstveröffentlichung: 10. Februar 2012 Verkäufe: + 165.000  |
| 2012 | Der Mond Befehl von ganz unten                              | DE68 (3 Wo.)DE | AT61 (1 Wo.)AT | — | Erstveröffentlichung: 6. Juli 2012                          |
| 2014 | Ich habe eine Fahne –                                       | — | — | — | Erstveröffentlichung: 11. Juni 2014 feat. Das Bo            |
| 2014 | So ’ne Musik Niveau weshalb warum                           | DE27 Gold · (13 Wo.)DE | — | — | Erstveröffentlichung: 15. Dezember 2014 Verkäufe: + 200.000 |
| 2015 | Denken Sie groß Niveau weshalb warum                        | DE36 (17 Wo.)DE | — | — | Erstveröffentlichung: 9. Januar 2015                        |
| 2015 | Porzellan und Elefanten Niveau weshalb warum                | — | — | — | Erstveröffentlichung: 1. Dezember 2015                      |
| 2019 | Richtig gutes Zeug Wer sagt denn das?                       | — | — | — | Erstveröffentlichung: 15. März 2019                         |
| 2019 | Keine Party Wer sagt denn das?                              | — | — | — | Erstveröffentlichung: 16. August 2019                       |
| 2019 | Dinge Wer sagt denn das?                                    | — | — | — | Erstveröffentlichung: 19. September 2019                    |
| 2022 | In der Natur Neues vom Dauerzustand                         | — | — | — | Erstveröffentlichung: 18. August 2022                       |
| 2022 | Geradeaus Neues vom Dauerzustand                            | — | — | — | Erstveröffentlichung: 8. Dezember 2022                      |
| 2023 | Auch im Bentley wird geweint Neues vom Dauerzustand         | DE— bDE | — | — | Erstveröffentlichung: 26. Januar 2023 feat. Clueso          |
| 2023 | Kids in meinem Alter Neues vom Dauerzustand                 | — | — | — | Erstveröffentlichung: 10. Februar 2023                      |
| 2023 | Wutboy (Live in Berlin) –                                   | — | — | — | Erstveröffentlichung: 1. Dezember 2023                      |
| 2024 | Niveau weshalb warum (Live in Berlin) –                     | — | — | — | Erstveröffentlichung: 4. April 2024                         |
| 2024 | Könnt ihr noch? –                                           | — | — | — | Erstveröffentlichung: 20. Juni 2024                         |

### Als Gastmusiker
| Jahr | Titel Album                                              | Höchstplatzierung, Gesamtwochen, AuszeichnungChartplatzierungen (Jahr, Titel, Album, Platzierungen, Wochen, Auszeichnungen, Anmerkungen) | Höchstplatzierung, Gesamtwochen, AuszeichnungChartplatzierungen (Jahr, Titel, Album, Platzierungen, Wochen, Auszeichnungen, Anmerkungen) | Höchstplatzierung, Gesamtwochen, AuszeichnungChartplatzierungen (Jahr, Titel, Album, Platzierungen, Wochen, Auszeichnungen, Anmerkungen) | Anmerkungen                                                                 |
| Jahr | Titel Album                                              | DE | AT | CH | Anmerkungen                                                                 |
| ---- | -------------------------------------------------------- | --- | --- | --- | --------------------------------------------------------------------------- |
| 2001 | Vorsprechtermin Sleepwalker bittet zum … Vorsprechtermin | DE44 (9 Wo.)DE | — | — | Erstveröffentlichung: 11. Juni 2001 Sleepwalker feat. Hamburg City Allstars |
| 2017 | L auf der Stirn Yours                                    | — | — | — | Erstveröffentlichung: 18. August 2017 Beatsteaks feat. Deichkind            |

## Musikvideos
| Jahr | Titel                           | Regisseur(e)                                       |
| ---- | ------------------------------- | -------------------------------------------------- |
| 1999 | Kabeljau Inferno                | Niklas Weise                                       |
| 2000 | Bon Voyage                      | Niklas Weise                                       |
| 2000 | Komm schon                      | Nick Schofield                                     |
| 2000 | Weit weg!                       | Jan Schultchen                                     |
| 2001 | Vorsprechtermin                 | Alexander Eckert                                   |
| 2002 | Limit                           | Alexander Eckert, Niklas Weise                     |
| 2002 | Pferd im Stall                  | Noel Morganho                                      |
| 2005 | Electric Super Dance Band       | Niklas Weise                                       |
| 2006 | Remmidemmi (Yippie Yippie Yeah) |                                                    |
| 2006 | Ich betäube mich                | AlexandLiane                                       |
| 2008 | Arbeit nervt                    | AlexandLiane                                       |
| 2009 | Luftbahn                        | Ole Ziesemann (Version 1) AlexandLiane (Version 2) |
| 2012 | Bück dich hoch                  | Henning Besser, Uwe Hartmann, Timo Schierhorn      |
| 2012 | Leider geil (leider geil)       |                                                    |
| 2012 | Illegale Fans                   |                                                    |
| 2012 | Partnerlook                     |                                                    |
| 2012 | Der Mond                        |                                                    |
| 2014 | So ’ne Musik                    | Uwe Hartmann, Timo Schierhorn                      |
| 2015 | Denken Sie groß                 |                                                    |
| 2015 | Like mich am Arsch              | Uwe Hartmann, Timo Schierhorn                      |
| 2015 | Selber machen lassen            | Uwe Hartmann, Timo Schierhorn                      |
| 2015 | Porzellan & Elefant             | Timo Schierhorn                                    |
| 2017 | L auf der Stirn                 | Uwe Hartmann                                       |
| 2019 | Richtig gutes Zeug              | Uwe Hartmann, Timo Schierhorn                      |
| 2019 | Wer sagt denn das?              | Uwe Hartmann, Timo Schierhorn                      |
| 2019 | Keine Party                     | Uwe Hartmann, Timo Schierhorn                      |
| 2019 | Dinge                           | Uwe Hartmann, Timo Schierhorn                      |
| 2022 | In der Natur                    | Uwe Hartmann, Timo Schierhorn                      |
| 2022 | Geradeaus                       | Uwe Hartmann, Timo Schierhorn                      |
| 2023 | Auch im Bentley wird geweint    | Uwe Hartmann, Timo Schierhorn                      |
| 2024 | Könnt ihr noch?                 | Uwe Hartmann, Timo Schierhorn                      |

## Sonderveröffentlichungen

### Alben
| Jahr | Titel Musiklabel                                        | Anmerkungen                                                            |
| ---- | ------------------------------------------------------- | ---------------------------------------------------------------------- |
| 2015 | Entfernte Verwandte Sultan Günther Music (Musikexpress) | Erstveröffentlichung: 12. Februar 2015 Beilage im Musikexpress 03/2015 |

### Lieder
| Jahr | Titel Album                                              | Anmerkungen                                                                                      |
| ---- | -------------------------------------------------------- | ------------------------------------------------------------------------------------------------ |
| 2001 | T2 Suave – Snippet Tape #1                               | Erstveröffentlichung: 2001 Nico Suave feat. Deichkind & Dendemann                                |
| 2001 | Vorsprechtermin Sleepwalker bittet zum … Vorsprechtermin | Erstveröffentlichung: 2. Juli 2001 Sleepwalker feat. Hamburg City Allstars                       |
| 2008 | Crash deinen Sound Zu zweit allein                       | Erstveröffentlichung: 17. Oktober 2008 Marsimoto feat. Deichkind                                 |
| 2008 | Brenner I Tank U                                         | Erstveröffentlichung: 20. Oktober 2008 T. Raumschmiere feat. The Crack Whore Society & Deichkind |
| 2012 | Alles schon gesehen Sorry, We’re Open                    | Erstveröffentlichung: 17. August 2012 Bonaparte feat. Deichkind                                  |
| 2017 | L auf der Stirn Yours                                    | Erstveröffentlichung: 1. September 2017 Beatsteaks feat. Deichkind                               |
| 2019 | Lass das Licht an Bam Bam                                | Erstveröffentlichung: 4. Oktober 2019 Seeed feat. Deichkind                                      |

| Jahr | Titel Interpretation                                     | Anmerkungen                              |
| ---- | -------------------------------------------------------- | ---------------------------------------- |
| 2003 | I Have Nobody Phantom Black                              | Erstveröffentlichung: 12. Mai 2003       |
| 2003 | Jogi Panjabi MC                                          | Erstveröffentlichung: 26. Mai 2003       |
| 2005 | Wie geil ist das denn? (Dicke Anbiete) Jansen & Kowalski | Erstveröffentlichung: 2005               |
| 2006 | Goodbye Logik Madsen                                     | Erstveröffentlichung: 13. Oktober 2006   |
| 2007 | Zirkus Mia.                                              | Erstveröffentlichung: 12. Januar 2007    |
| 2007 | Starz in Their Eyes Just Jack                            | Erstveröffentlichung: 19. Oktober 2007   |
| 2008 | Kopf oder Zahl Jennifer Rostock                          | Erstveröffentlichung: 1. Februar 2008    |
| 2009 | MAS Techno Massiv                                        | Erstveröffentlichung: 2009               |
| 2009 | Cry Cry Oceana                                           | Erstveröffentlichung: 20. März 2009      |
| 2009 | Fight Club Electro Ferris                                | Erstveröffentlichung: 18. September 2009 |
| 2010 | Macht es nicht selbst Tocotronic                         | Erstveröffentlichung: 12. Februar 2010   |
| 2011 | Molotov Seeed                                            | Erstveröffentlichung: 12. August 2011    |
| 2012 | Morgen Chima                                             | Erstveröffentlichung: 1. Juni 2012       |
| 2012 | Der König tanzt                                          | Erstveröffentlichung: 6. Juli 2012       |
| 2012 | Lass die Musik an Madsen                                 | Erstveröffentlichung: 3. August 2012     |
| 2012 | Morgens immer müde Laing                                 | Erstveröffentlichung: 28. September 2012 |
| 2015 | Ich bin ein Mann Der Mann                                | Erstveröffentlichung: 5. Juni 2015       |

| Jahr | Titel Album                                    | Anmerkungen                              |
| ---- | ---------------------------------------------- | ---------------------------------------- |
| 2000 | Arschbombe Science Friction                    | Erstveröffentlichung: 22. Mai 2000       |
| 2012 | Die Fresse Dark Symphonies – Angst über London | Erstveröffentlichung: 28. September 2012 |
| 2014 | Fresh is vorne Low Fidelity                    | Erstveröffentlichung: 5. September 2014  |

| Jahr | Titel Soundtrack zu     | Anmerkungen                         |
| ---- | ----------------------- | ----------------------------------- |
| 2015 | Happy New Fear Victoria | Erstveröffentlichung: 12. Juni 2015 |

### Videoalben
| Jahr | Titel Musiklabel                                        | Anmerkungen                                                                              |
| ---- | ------------------------------------------------------- | ---------------------------------------------------------------------------------------- |
| 2008 | Tourette de mar Vertigo Records (UMG)                   | Erstveröffentlichung: 17. Oktober 2008 Teil von Arbeit nervt (Deluxe Version)            |
| 2012 | Making-of „Befehl von ganz unten“ Vertigo Records (UMG) | Erstveröffentlichung: 10. Februar 2012 Teil von Befehl von ganz unten (Limited Digipack) |

## Promoveröffentlichungen
Promo-Singles

| Jahr | Titel Album                                                                    | Höchstplatzierung, Gesamtwochen, AuszeichnungChartplatzierungen (Jahr, Titel, Album, Platzierungen, Wochen, Auszeichnungen, Anmerkungen) | Höchstplatzierung, Gesamtwochen, AuszeichnungChartplatzierungen (Jahr, Titel, Album, Platzierungen, Wochen, Auszeichnungen, Anmerkungen) | Höchstplatzierung, Gesamtwochen, AuszeichnungChartplatzierungen (Jahr, Titel, Album, Platzierungen, Wochen, Auszeichnungen, Anmerkungen) | Anmerkungen                                                                      |
| Jahr | Titel Album                                                                    | DE | AT | CH | Anmerkungen                                                                      |
| ---- | ------------------------------------------------------------------------------ | --- | --- | --- | -------------------------------------------------------------------------------- |
| 2000 | Schwiegervater (Kassetten Mischung) Bitte ziehen Sie durch (Jubiläums Edition) | — | — | — | Erstveröffentlichung: 2000                                                       |
| 2000 | Imbissmief 040 Bitte ziehen Sie durch                                          | — | — | — | Erstveröffentlichung: 2000                                                       |
| 2002 | ’n bisschen von … Noch fünf Minuten Mutti Noch fünf Minuten Mutti              | — | — | — | Erstveröffentlichung: 2002                                                       |
| 2002 | Crew vom Deich / Geheimnis Noch fünf Minuten Mutti                             | — | — | — | Erstveröffentlichung: 2002                                                       |
| 2002 | Pferd im Stall Noch fünf Minuten Mutti                                         | — | — | — | Erstveröffentlichung: 2. November 2002                                           |
| 2005 | Justified & Ancient –                                                          | — | — | — | Erstveröffentlichung: 19. Juli 2005 The KLF vs. Deichkind & Mathias Schaffhäuser |
| 2015 | Like mich am Arsch Niveau weshalb warum                                        | DE45 (8 Wo.)DE | AT51 (2 Wo.)AT | — | Erstveröffentlichung: 2015                                                       |
| 2015 | Selber machen lassen Niveau weshalb warum (Deluxe Edition)                     | — | — | — | Erstveröffentlichung: 2015                                                       |
| 2019 | Cliffhänger Wer sagt denn das?                                                 | — | — | — | Erstveröffentlichung: 2019                                                       |
| 2021 | Autonom –                                                                      | — | — | — | Erstveröffentlichung: 4. Juni 2021                                               |

| Jahr | Titel Album                                                           | Anmerkungen                                                                                                 |
| ---- | --------------------------------------------------------------------- | --- |
| 2009 | Ich verabscheue euch wegen eurer Kleinkunst zutiefst / Die Toco Die – | Erstveröffentlichung: 30. Oktober 2009 Verkäufe: 500 (limitiert); Tocotronic vs. Deichkind & Daniel Richter |

## Statistik

### Chartauswertung
|                     | DE    | AT    | CH    |
| ------------------- | ----- | ----- | ----- |
| Nummer-eins-Alben   | DE1DE | AT—AT | CH1CH |
| Top-10-Alben        | DE4DE | AT4AT | CH3CH |
| Alben in den Charts | DE8DE | AT6AT | CH5CH |

|                       | DE     | AT    | CH    |
| --------------------- | ------ | ----- | ----- |
| Nummer-eins-Singles   | DE—DE  | AT—AT | CH—CH |
| Top-10-Singles        | DE1DE  | AT1AT | CH—CH |
| Singles in den Charts | DE14DE | AT7AT | CH3CH |

### Auszeichnungen für Musikverkäufe
Anmerkung: Auszeichnungen in Ländern aus den Charttabellen bzw. Chartboxen sind in ebendiesen zu finden.
| Land/RegionAuszeichnungen für Musikverkäufe (Land/Region, Auszeichnungen, Verkäufe, Quellen) | Gold     | Platin     | Verkäufe  | Quellen           |
| -------------------------------------------------------------------------------------------- | -------- | ---------- | --------- | ----------------- |
| Deutschland (BVMI)                                                                           | 7× Gold7 | 2× Platin2 | 1.400.000 | musikindustrie.de |
| Österreich (IFPI)                                                                            | 2× Gold2 | —          | 25.000    | ifpi.at           |
| Insgesamt                                                                                    | 9× Gold9 | 2× Platin2 |           |                   |